# Artýom Nazarow
Artýom Nazarow (20 giugno 1977) è un ex calciatore turkmeno, di ruolo centrocampista.

## Carriera

### Club
Dopo aver giocato nel Köpetdag Aşgabat, nel 2000 è passato al Nisa Aşgabat. Nel 2005 si è trasferito al Mordovija. Nel 2006 è tornato al Nisa Aşgabat.

### Nazionale
Ha debuttato in Nazionale il 12 novembre 2003, in Turkmenistan-Sri Lanka (3-0), in cui è subentrato a Wladimir Baýramow al minuto 58. Ha messo a segno la sua prima rete con la maglia della Nazionale il 9 ottobre 2004, in Sri Lanka-Turkmenistan (2-2), in cui ha siglato la rete del definitivo 2-2 al minuto 70. Ha collezionato in totale, con la maglia della Nazionale, 8 presenze e una rete.

## Palmarès

### Club

#### Competizioni nazionali
- Campionato di calcio del Turkmenistan: 2

Nisa Aşgabat: 2001, 2003
- Coppa del Turkmenistan: 1

Köpetdag Aşgabat: 2011